# Landtagswahl in Brandenburg 2014
- Linke: 17
- SPD: 30
- Grüne: 6
- CDU: 21
- BVB/FW: 3
- AfD: 11

BVB/FW durch Grundmandatsklausel in den Landtag eingezogen
- Regierung: 47
- Opposition: 41

Die Landtagswahl in Brandenburg 2014 bestimmte die Zusammensetzung des Landtags Brandenburg in der 6. Wahlperiode auf Grundlage der Ergebnisse aus den 44 Wahlkreisen. Sie fand am 14. September 2014 statt. Die Wahlbeteiligung war mit 47,9 % die niedrigste bei einer Landtagswahl in Brandenburg seit der Wiedervereinigung und die zweitniedrigste bei Landtagswahlen in Deutschland überhaupt.

## Wahlrecht
Am 26. Januar 2012 beschloss der Landtag die Absenkung der Altersgrenze für das aktive Wahlrecht auf 16 Jahre.
Der Landtag besteht grundsätzlich aus 88 Abgeordneten, 44 werden durch Mehrheitswahl in den Wahlkreisen, die übrigen durch Verhältniswahl nach den Landeslisten der Parteien und Vereinigungen gewählt. Überhang- und Ausgleichsmandate können diese Zahl dabei noch auf maximal 110 erhöhen. Die Einzelheiten dazu sind im Brandenburgischen Landeswahlgesetz festgelegt.
Die Verteilung der Sitze erfolgt nach dem Hare/Niemeyer-Verfahren. An der Sitzverteilung nehmen nur Parteien und politische Vereinigungen teil, deren Anteil an Zweitstimmen die Sperrklausel von 5 % überschreitet oder die ein Direktmandat in einem Wahlkreis errungen haben (Grundmandatsklausel).
Gemäß der Verfassung des Landes Brandenburg und dem Wahlgesetz für den Landtag Brandenburg muss der Wahltermin ein Sonntag oder ein gesetzlicher Feiertag, frühestens 57 und spätestens 60 Monate nach Beginn der Wahlperiode sein. Für diese Wahl kam also ein Termin im Zeitraum vom 27. Juli bis zum 19. Oktober in Frage, welcher dann auf den 14. September 2014 festgesetzt wurde.

## Ausgangssituation
Nach der Landtagswahl in Brandenburg 2009, die parallel zur Bundestagswahl 2009 stattfand, setzte die regierende SPD die bisherige Koalition mit der CDU nicht fort, sondern entschied sich für eine Koalition mit der Linken. Ministerpräsident blieb Matthias Platzeck, sein Stellvertreter wurde der neue Finanzminister Helmuth Markov (Linke).
Am 28. August 2013 trat Platzeck vom Amt des Ministerpräsidenten zurück. Sein Nachfolger wurde Innenminister Dietmar Woidke. Dieser gab im Vorfeld der Wahl bekannt, dass er die Koalition mit der Partei Die Linke gern fortsetzen würde. Auch die Linke unterstützt dieses Vorhaben.
Der CDU-Parteichef und Spitzenkandidat Michael Schierack schloss in einer Äußerung gegenüber der Nachrichtenagentur dpa eine Koalition mit der AfD kategorisch aus.

## Teilnehmende Parteien
An der Wahl konnten Parteien, politische Vereinigungen und Listenvereinigungen teilnehmen, die an der vorangegangenen Landtagswahl oder an der vorangegangenen Bundestagswahl im Land Brandenburg teilgenommen hatten oder bis zum 18. Juni 2014 ihre Teilnahme angezeigt hatten. Als einzige Vereinigung hatte die Deutsche Nationalversammlung (DNV) ihre Teilnahme angezeigt. Die Beteiligungsanzeige der DNV wurde jedoch als ungültig zurückgewiesen, da nicht alle für die Zulassung notwendigen Unterlagen fristgemäß vorlagen. Wahlvorschläge von Parteien oder politischen Vereinigungen, die am Tage der Bekanntmachung des Wahltages, dem 10. Dezember 2013, nicht aufgrund eines eigenen Wahlvorschlags im Landtag oder mit einem in Brandenburg gewählten Abgeordneten im Bundestag vertreten sind, müssen 2000 Unterstützungsunterschriften für die Landesliste vorlegen. Für Kreiswahlvorschläge sind 100 Unterschriften pro Wahlkreis notwendig. Wahlvorschläge waren bis zum 28. Juli einzureichen.
Die Landeslisten folgender Parteien wurden zur Wahl zugelassen:
| Kürzel           | Partei                                                 | Spitzenkandidat       | Mitgliederzahl |
| ---------------- | ------------------------------------------------------ | --------------------- | -------------- |
| SPD              | Sozialdemokratische Partei Deutschlands                | Dietmar Woidke        | 6.300          |
| Linke            | Die Linke                                              | Christian Görke       | 7.171          |
| CDU              | Christlich Demokratische Union Deutschlands            | Michael Schierack     | 6.390          |
| FDP              | Freie Demokratische Partei                             | Andreas Büttner       | 1.300          |
| Grüne            | Bündnis 90/Die Grünen                                  | Ursula Nonnemacher    | 669            |
| NPD              | Nationaldemokratische Partei Deutschlands              | Klaus Beier           | 300            |
| BVB/Freie Wähler | Brandenburger Vereinigte Bürgerbewegungen/Freie Wähler | Christoph Schulze     | 680            |
| REP              | Die Republikaner                                       | Heiko Müller          | k. A.          |
| DKP              | Deutsche Kommunistische Partei                         | Mario Berrios Miranda | 112            |
| AfD              | Alternative für Deutschland                            | Alexander Gauland     | 530            |
| Piraten          | Piratenpartei Deutschland                              | Nadine Heckendorn     | 970            |

## Umfragen
Für die Sonntagsfrage gaben die Institute für Demoskopie vor der Wahl folgende Ergebnisse an:
| Institut                | Datum         | SPD    | Linke  | CDU    | FDP   | Grüne | NPD   | Piraten | AfD   | Sonstige |
| ----------------------- | ------------- | ------ | ------ | ------ | ----- | ----- | ----- | ------- | ----- | -------- |
| Forschungsgruppe Wahlen | 11.09.2014    | 32,5 % | 20 %   | 24 %   | –     | 5,5 % | –     | –       | 9,5 % | 8,5 %    |
| Infratest dimap         | 04.09.2014    | 31 %   | 22 %   | 24 %   | 2 %   | 6 %   | –     | –       | 9 %   | 6 %      |
| Forschungsgruppe Wahlen | 04.09.2014    | 33 %   | 21 %   | 25 %   | –     | 6 %   | –     | –       | 8 %   | 7 %      |
| Infratest dimap         | 27.08.2014    | 33 %   | 21 %   | 27 %   | 2 %   | 5 %   | –     | –       | 6 %   | 6 %      |
| Forsa                   | 23.08.2014    | 34 %   | 22 %   | 23 %   | 3 %   | 6 %   | –     | –       | 6 %   | 6 %      |
| INSA                    | 08.08.2014    | 34 %   | 22 %   | 25 %   | 3 %   | 5 %   | –     | –       | 5 %   | 6 %      |
| Infratest dimap         | 04.06.2014    | 30 %   | 23 %   | 28 %   | 2 %   | 6 %   | –     | –       | 6 %   | 5 %      |
| Emnid                   | 14.03.2014    | 32 %   | 25 %   | 24 %   | 3 %   | 6 %   | 2 %   | 2 %     | 5 %   | n. a.    |
| Forsa                   | 05.01.2014    | 34 %   | 25 %   | 23 %   | 4 %   | 5 %   | –     | –       | 4 %   | 5 %      |
| Infratest dimap         | 04.12.2013    | 32 %   | 22 %   | 30 %   | 2 %   | 6 %   | –     | –       | 3 %   | 5 %      |
| Infratest dimap         | 28.08.2013    | 33 %   | 20 %   | 30 %   | 3 %   | 6 %   | –     | –       | 3 %   | 5 %      |
| GMS                     | 26.08.2012    | 35 %   | 20 %   | 27 %   | 3 %   | 10 %  | –     | –       | –     | 5 %      |
| Infratest dimap         | 29.05.2013    | 35 %   | 21 %   | 27 %   | 2 %   | 9 %   | –     | –       | –     | 6 %      |
| TNS Emnid               | 26.02.2013    | 36 %   | 22 %   | 23 %   | 3 %   | 8 %   | 2 %   | 4 %     | –     | 2 %      |
| Forsa                   | 02.01.2013    | 36 %   | 24 %   | 22 %   | 3 %   | 7 %   | –     | 2 %     | –     | 6 %      |
| Infratest dimap         | 20.09.2012    | 39 %   | 22 %   | 23 %   | 2 %   | 7 %   | –     | 4 %     | –     | 3 %      |
| Ergebnis 2009           | Ergebnis 2009 | 33,0 % | 27,2 % | 19,8 % | 7,2 % | 5,7 % | 2,6 % | –       | –     | 4,5 %    |

### Kandidaten
Auf die Frage, wen die Brandenburger direkt zum Ministerpräsidenten wählen würden, antworteten die Befragten wie folgt:
| Institut                | Datum      | Dietmar Woidke (SPD) | Michael Schierack (CDU) | Christian Görke (Linke) | keinen der genannten/ andere/weiß nicht (Rest zu 100 %) |
| ----------------------- | ---------- | -------------------- | ----------------------- | ----------------------- | ------------------------------------------------------- |
| Forschungsgruppe Wahlen | 14.09.2014 | 55 % 55 %            | 15 % –                  | – 9 %                   | 30 % 36 %                                               |
| Infratest dimap         | 14.09.2014 | 66 %                 | 16 %                    | –                       | 18 %                                                    |
| Forschungsgruppe Wahlen | 11.09.2014 | 58 % 60 %            | 18 % –                  | – 10 %                  | 24 % 30 %                                               |
| Forschungsgruppe Wahlen | 04.09.2014 | 59 % 59 %            | 12 % –                  | – 8 %                   | 29 % 33 %                                               |
| Infratest dimap         | 04.09.2014 | 47 %                 | 9 %                     | 9 %                     | 35 %                                                    |
| Infratest dimap         | 04.12.2013 | 55 %                 | 7 %                     | 6 %                     | 32 %                                                    |

## Ergebnis

Die Stimmenmehrheiten der Erststimmen (l.) und Zweitstimmen (r.) in den Wahlkreisen

Die regierenden Sozialdemokraten verloren nur leicht und wurden mit rund 32 Prozent der Zweitstimmen erneut stärkste Partei bei der Landtagswahl. Die Linke hingegen verlor scharf mit einem Verlust von über acht Prozentpunkten und wurde nur noch Dritte hinter der oppositionellen CDU, die mit 23 Prozent auf das beste Ergebnis seit der Landtagswahl 1999 kam. Erstmals zog nun auch die Alternative für Deutschland in den brandenburgischen Landtag ein. Die im Vorjahr gegründete rechte Partei kam auf rund 12 Prozent. Die Grünen konnten ihren Platz im Landtag halten, die FDP hingegen verlor den Großteil ihrer Wählerschaft und fiel sogar hinter die Kleinparteien BVB/FW, NPD und die Piratenpartei zurück, die ebenfalls die Prozenthürde deutlich verpassten. Aufgrund des von Christoph Schulze in Teltow-Fläming III gewonnenen Direktmandats zogen die Brandenburger Vereinigte Bürgerbewegungen/Freie Wähler dennoch mit drei Abgeordneten in den Landtag ein.

### Übersicht
| Listen                                                 | Listen            | Erststimmen | Erststimmen | Erststimmen | Erststimmen | Zweitstimmen | Zweitstimmen | Zweitstimmen | Zweitstimmen | Mandate | Mandate |
| Listen                                                 | Listen            | Stimmen     | %           | +/-         | Mandate     | Stimmen      | %            | +/-          | Mandate      | Anzahl  | +/-     |
| ------------------------------------------------------ | ----------------- | ----------- | ----------- | ----------- | ----------- | ------------ | ------------ | ------------ | ------------ | ------- | ------- |
|                                                        | SPD               | 307.987     | 31,3        | –1,0        | 29          | 315.202      | 31,9         | –1,1         | 1            | 30      | –1      |
|                                                        | CDU               | 246.682     | 25,1        | +2,8        | 10          | 226.835      | 23,0         | +3,2         | 11           | 21      | +2      |
|                                                        | DIE LINKE         | 202.364     | 20,6        | –8,9        | 4           | 183.178      | 18,6         | –8,6         | 13           | 17      | –9      |
|                                                        | AfD               | 88.330      | 9,0         | N/A         | –           | 120.077      | 12,2         | N/A          | 11           | 11      | +11     |
|                                                        | GRÜNE/B 90        | 56.725      | 5,8         | –0,1        | –           | 60.767       | 6,2          | +0,5         | 6            | 6       | +1      |
|                                                        | BVB/FREIE WÄHLER  | 49.854      | 5,1         | +2,7        | 1           | 26.317       | 2,7          | +1,0         | 2            | 3       | +3      |
|                                                        | NPD               | 9.634       | 1,0         | –1,6        | –           | 21.605       | 2,2          | –0,4         | –            | –       | –       |
|                                                        | PIRATEN           | 6.201       | 0,6         | N/A         | –           | 14.595       | 1,5          | N/A          | –            | –       | –       |
|                                                        | FDP               | 13.549      | 1,4         | –4,9        | –           | 14.376       | 1,5          | –5,7         | –            | –       | –7      |
|                                                        | DKP               | –           | –           | N/A         | –           | 2.345        | 0,2          | 0            | –            | –       | –       |
|                                                        | REP               | –           | –           | N/A         | –           | 2.024        | 0,2          | 0            | –            | –       | –       |
|                                                        | Die PARTEI        | 1.726       | 0,2         | N/A         | –           | –            | –            | N/A          | –            | –       | –       |
|                                                        | Einzelbewerber    | 724         | 0,1         | ±0,0        | –           | –            | –            | –            | –            | –       | –       |
| Gesamt                                                 | Gesamt            | 983.776     | 100         |             | 44          | 987.321      | 100          |              | 44           | 88      | –       |
|                                                        |                   |             |             |             |             |              |              |              |              |         |         |
| Ungültige Stimmen                                      | Ungültige Stimmen | 18.977      | 1,9         | –1,3        |             | 15.432       | 1,5          | –1,1         |              |         |         |
| Wähler                                                 | Wähler            | 1.002.753   | 47,9        | –19,1       |             | 1.002.753    | 47,9         | –19,1        |              |         |         |
| Wahlberechtigte                                        | Wahlberechtigte   | 2.094.458   |             |             |             | 2.094.458    |              |              |              |         |         |
|                                                        |                   |             |             |             |             |              |              |              |              |         |         |
| Quelle: Der Landeswahlleiter / Landesabstimmungsleiter |                   |             |             |             |             |              |              |              |              |         |         |

### Wahlergebnis in den Ämtern, amtsfreien Gemeinden und kreisfreien Städten
Die folgenden Karten zeigen die (relativen) Mehrheiten der Erststimmen (l.) und Zweitstimmen (r.) in den Ämtern und amtsfreien Gemeinden sowie den Bezirken, bzw. Stadt- und Ortsteilen, der kreisfreien Städte.

Erststimmen
Zweitstimmen

| SPD10–20%20–30%30–40%40–50%50–60%60–70% | CDU20–30%30–40%40–50%50–60% | Linke20–30%30–40% | BVB/FW20–30%30–40%40–50% |

### Zweitstimmenanteil der Parteien nach Wahlkreisen
Die folgenden Karten zeigen, mit welchem Ergebnis die Parteien mit mindestens zwei Prozent Stimmenanteil in den einzelnen Wahlkreisen abgeschnitten haben. 

Sozialdemokratische Partei Deutschlands Höchstes: 42,7 % (Uckermark II) Niedrigstes: 23,8 % (Teltow-Fläming III)
Christlich Demokratische Union Höchstes: 30,2 % (Elbe-Elster II) Niedrigstes: 13,5 % (Potsdam II)
Die Linke Höchstes: 30,6 % (Potsdam II) Niedrigstes: 11,2 % (Havelland II)
Alternative für Deutschland Höchstes: 21,3 % (Oder-Spree II) Niedrigstes: 7,5 % (Potsdam I)
Bündnis 90/Die Grünen Höchstes: 19,2 % (Potsdam I) Niedrigstes: 2,1 % (Oberspreewald-Lausitz I)
Brandenburger Vereinigte Bürgerbewegungen/Freie Wähler Höchstes: 14,9 % (Teltow-Fläming III) Niedrigstes: 0,8 % (Brandenburg an der Havel II)
Nationaldemokratische Partei Deutschlands Höchstes: 4,2 % (Oberspreewald-Lausitz I) Niedrigstes: 0,4 % (Potsdam I)

## Regierungsbildung
| Mögliche Koalition               | Sitze |
| -------------------------------- | ----- |
| Sitze gesamt                     | 88    |
| Absolute Mehrheit (ab 45 Sitzen) |       |
| SPD, CDU                         | 51    |
| SPD, Linke                       | 47    |

Dietmar Woidke, amtierender Ministerpräsident der SPD, kündigte noch am Wahlabend Gespräche sowohl mit der CDU als auch der Linken an. Angesichts der harten Verluste der Linken hatte es als unsicher gegolten, dass ein bei der Linkspartei zur Fortführung der Koalition notwendiges Mitgliedervotum Erfolg hätte. Bereits nach kurzer Zeit schloss die SPD allerdings eine Koalition mit der CDU aus, nachdem deren Landesvorsitzender eine persönliche Beteiligung im zukünftigen Kabinett abgelehnt hatte. Stattdessen schlug Woidke die Fortsetzung der bisherigen Koalition mit der Linken vor, dem der Landesvorstand der SPD zustimmte.
Bei der Wahl zum Ministerpräsidenten am 5. November 2014 erhielt Woidke bereits im ersten Wahlgang die notwendige Mehrheit. Mit 47 Stimmen stimmten exakt so viele Abgeordnete für ihn, wie die Koalition aus SPD und Linke im Landtag verfügt. Abgestimmt hatten 87 Abgeordnete. Woidke nahm die Wahl an und wurde von Landtagspräsidentin Britta Stark vereidigt. Anschließend wurde das Kabinett Woidke II gebildet.